# Raoul du Bisson
Raoul du Bisson, né le 11 janvier 1812 à Caen et mort le 27 février 1890 à Paris, est un aventurier français.
Conspirateur légitimiste sous la monarchie de Juillet, la Deuxième République et le Second Empire, puis officier de l'armée du royaume des Deux-Siciles lors de l'expédition des Mille et du siège de Gaète, il mène deux expéditions en Afrique entre 1863 et 1865. Malgré son passé royaliste, il est l'un des généraux de la Commune de Paris en mars 1871.

## Biographie

### Origines familiales
Né à Caen le 11 janvier 1812, Raoul-Charles-Adjutor du Bisson (patronyme orthographié « Dubisson » dans son acte de naissance) est le troisième, fils de Marie-Marguerite-Armande de Malherbe et de Jean-Étienne-Frédéric du Bisson (1781-1851).
Issue de la haute bourgeoisie normande, la famille du Bisson accède à la noblesse en deux étapes : en 1768, quand le grand-père de Raoul est pourvu de la charge anoblissante de président-trésorier de France au bureau des finances de la généralité de Caen, puis en 1816, quand Frédéric, le père de Raoul, est anobli avec le titre d'écuyer par lettre patente de Louis XVIII après avoir été adjoint au maire de Caen. Frédéric est d'ailleurs le cousin de Marie-Élisabeth-Félicité du Bisson, épouse du maire de Caen Jacques-Guy Lentaigne de Logivière.
La lettre patente de 1816 blasonne ainsi les armoiries que Frédéric du Bisson et ses descendants sont autorisés à porter : De gueules, au mouton sautant d'argent; au chef d'or, chargé de trois molettes d'éperon de gueules, posées de fasce.
L'un des frères aînés de Raoul, Théodore du Bisson, magistrat, est en poste au tribunal civil de Caen.
À la fin de sa vie[Quand ?], Frédéric du Bisson est le maire de Boulon, une petite commune du canton de Bretteville-sur-Laize et de l'arrondissement de Falaise, où il possède un château et des terres.

### Premières aventures et engagement légitimiste
Vers la fin des années 1830, Raoul du Bisson se rend en Espagne, pays alors en proie à la Première Guerre carliste. Engagé dans l'armée de Cabrera, il passe quelque temps au Portugal après la défaite carliste.
De retour en France après 1840, il tente de monter une industrie dans sa ville natale mais ne parvient pas à prospérer. Ses relations dans le parti carliste l'amènent alors à rejoindre les milieux légitimistes.
Les autorités suspectant autour de lui une conspiration contre Louis-Philippe, une instruction est ouverte. Cependant, faute de pouvoir prouver l'existence d'une quelconque réunion prohibée, le tribunal de Domfront doit rendre une ordonnance de non-lieu le 7 août 1847.

### Conspirations sous la Seconde République et le Second Empire
Après la Révolution de février 1848, Raoul du Bisson continue à conspirer en faveur du prétendant légitimiste, le comte de Chambord. Il habite alors à Passy avec sa femme Angélique, leur fille et son beau-frère, un écrivain public nommé Lefèvre. Il prétendra plus tard avoir participé aux Journées de Juin dans les rangs des insurgés, mais rien n'atteste cette affirmation.
Il fait publier un Manifeste des patriotes de province, dans lequel il exige notamment la liberté d'enseignement, la réduction de la journée de travail à 10 heures, l'établissement d'un salaire minimum, la suppression des taxes sur les produits de première nécessité, la préférence nationale à l'embauche, l'établissement de crèches gratuites pour les enfants d'ouvriers, ou encore l'abolition de la conscription au profit d'une armée de métier.
Vers la fin de l'année 1848, il s'exile en Belgique, d'où il continue à correspondre avec de nombreux militants légitimistes, principalement normands, qu'il charge de recruter des hommes en préparation d'une organisation paramilitaire destinée à établir le comte de Chambord sur le trône de France. Les lettres ainsi échangées sont saisies par la police et permettent l'arrestation et l'inculpation d'une trentaine de personnes pour appartenance à une société secrète. Le 28 septembre 1850, Du Bisson est condamné par contumace à deux ans de prison, 100 francs d'amende et un an d'interdiction des droits civiques.

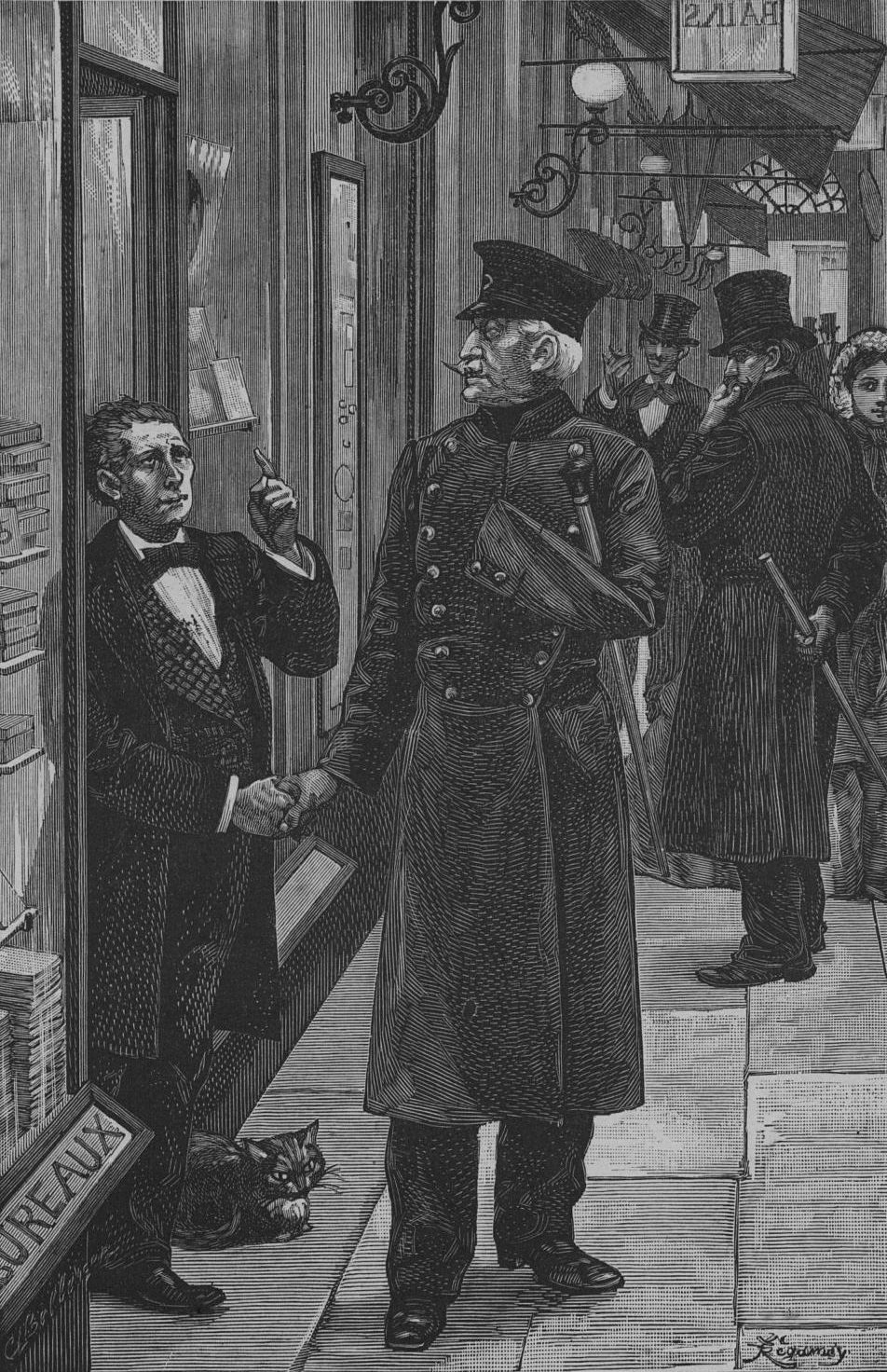
Illustration de Régamey (1880) à propos de la conspiration légitimiste de 1853.

En 1853, une nouvelle série d'inculpations (affaire dite de la « Ligue fédérale ») découle de lettres de Du Bisson saisies par le policier Lagrange chez le papetier légitimiste Alexandre Jeanne (d). La justice répressive du Second Empire prononce des peines assez lourdes à l'encontre des accusés, dont Jeanne et Pierre-Sainte-Croix Piégard, beau-père de Proudhon. Récidiviste et toujours en fuite, Du Bisson écope de quatre années d'emprisonnement et mille francs d'amende, ainsi que de dix années de surveillance policière et de privation des droits civiques.
Présent en tant que témoin, le sénateur Henri de La Rochejaquelein, rallié à l'Empire après avoir été l'un des chefs du parti légitimiste, indique que Du Bisson n'est connu que par ses lettres, où il se montre d'ailleurs méprisant et défiant à l'égard des grandes personnalités aristocratiques du parti, et qu'il semble mentir en prétendant avoir été l'aide de camp du maréchal Bourmont. La position de Du Bisson, marginale par rapport aux cadres du mouvement légitimiste, ressemble ainsi à celle d'un agitateur incontrôlé et imprudent, ou à celle d'un mystificateur exagérant largement sa propre importance, ou encore à celle d'un agent provocateur travaillant pour le pouvoir en place.

### Au service de François II
Vers 1859, Du Bisson quitte Bruxelles pour Naples, où il entre au service du roi des Deux-Siciles, François II. Celui-ci le nomme général de division, grade auquel est associé le titre de comte. En 1860, Du Bisson participe ainsi à la défense d'un royaume menacé par l'expédition des Mille, ce qui lui vaut le grand-cordon de l'Ordre royal de François Ier.
Lors d'un séjour à Nice, dans le royaume de Sardaigne, Du Bisson a rencontré Jean-Baptiste Palmero, un homme d'affaires de retour du Pérou dont la femme, Claire Rancher, est la tante maternelle du docteur Henri Conneau. Veuf, Du Bisson épouse l'une des filles de Palmero, âgée de 19 ans et prénommée Paule-Marie-Thérèse (ou Pauline), le 25 juin 1860. La sœur aînée de Pauline, Fortunée, a épousé en 1857 le médecin Jacques-Jules-Auguste Euzières de La Vallette. En 1894, le fils de Jacques, Jules-Henri Euzières de La Vallette, secrétaire de la compagnie des Chargeurs-Réunis, épousera la fille du comte du Bisson, prénommée Marie-Armande France.
Chargé d'organiser l'armement de Gaète, où le roi des Deux-Siciles a décidé de s'installer et de résister à l'offensive sarde, le comte du Bisson aurait, selon la rumeur, détourné les sommes destinées à l'achat de fusils. Quoi qu'il en soit, le siège de Gaète s'achève par la défaite de François II.
Du Bisson s'installe alors auprès de sa belle-famille, à Nice. Cette ville est certes devenue française le 14 juin 1860, mais le comte bénéficie du décret d'amnistie du 16 août 1859, accordé par Napoléon III à tous les condamnés politiques.

### Expéditions au Soudan et en Abyssinie

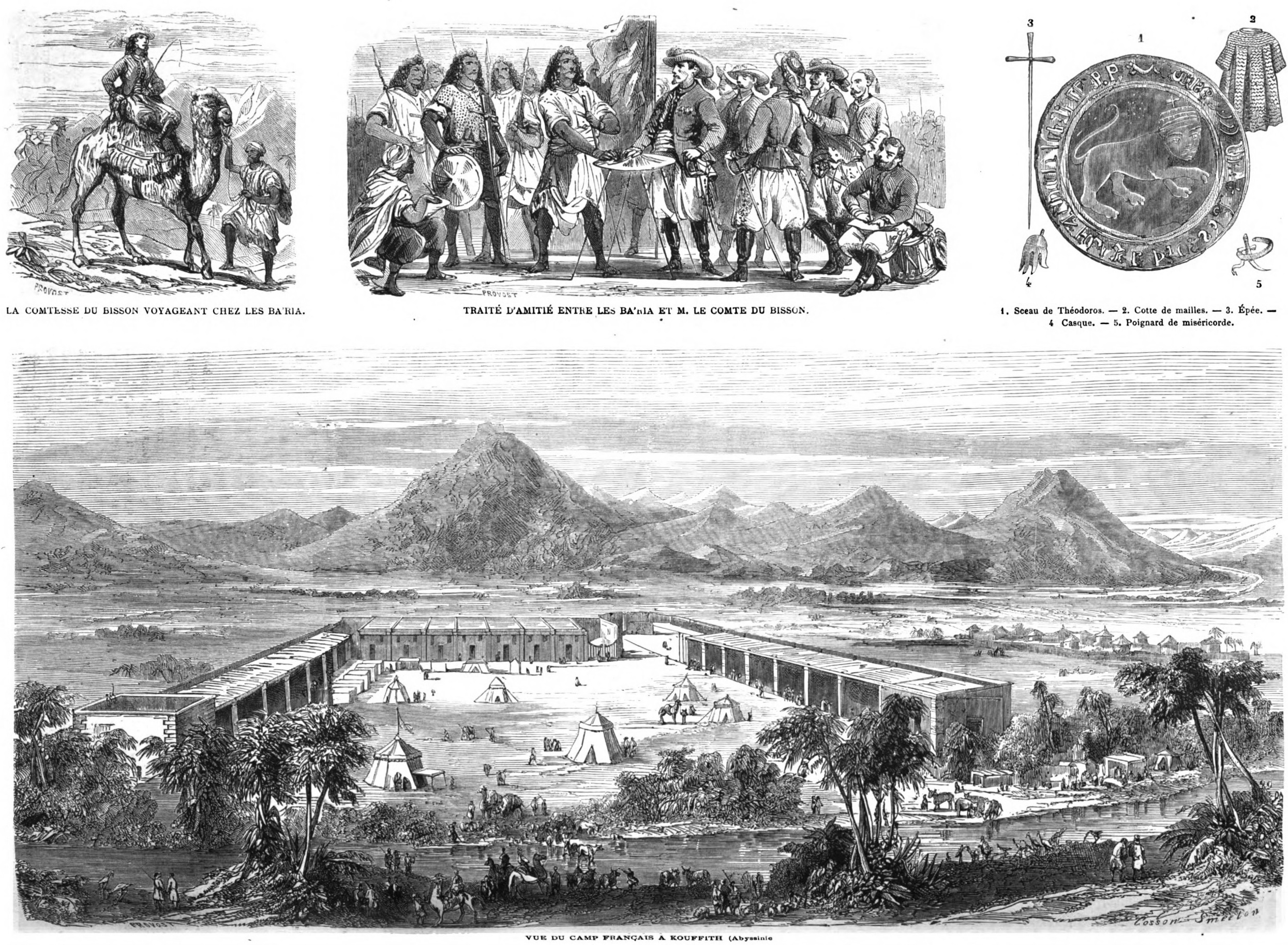
Gravures publiées dans L'Illustration du 30 septembre 1865.

En 1863, le comte du Bisson entreprend une expédition de colonisation dans l'Est du Soudan égyptien, aux confins de l'Abyssinie, dans les territoires disputés appartenant aujourd'hui à l'Érythrée, alors peuplés par les Changallas et les Bahrias (ou Baréas, ou Baryas), probablement des sous-groupes du peuple Bedja, comme les Bisharin. Son but est d'y fonder une plantation de coton, qu'il compte relier à un autre terrain, couvert d'ébéniers, qu'il a déjà acheté dans les parages d'un port de la Mer Rouge. Il obtient à cette fin une lettre de recommandation du ministre des Affaires étrangères, Drouyn de Lhuys. À ce projet d'établissement agricole et commercial se greffera également un projet d'exploitation de gisements de houille, dont le comte apprendra l'existence au cours de son voyage.
Partie de Nice le 9 septembre 1863, l'expédition s'embarque le 15 à Marseille en direction d'Alexandrie, où elle débarque dix jours plus tard.
Bien accueilli par le vice-roi d’Égypte Ismaïl Pacha, auquel il ne semble pas avoir clairement exposé ses desseins, Du Bisson quitte Le Caire le 6 ou le 8 octobre 1863, accompagné de sa femme, de son beau-père et d'un groupe d'environ 70 personnes, aventuriers et colons, escortés par de nombreux Égyptiens. Ils remontent le Nil jusqu'à Korosko, qu'ils quittent le 31 octobre ou le 1er novembre afin de couper le méandre du fleuve par la route des caravanes. Arrivés à Abu Hamad au soir du 7 novembre, ils y reprennent le fleuve et parviennent à Berber le 11 puis rembarquent six jours plus tard en compagnie du gouverneur général du Soudan, Moussa Pacha (en). Ils arrivent à Khartoum le 20 novembre, où ils séjournent jusqu'à la fin de l'année et où plusieurs membres de l'expédition meurent de fièvres paludéennes.

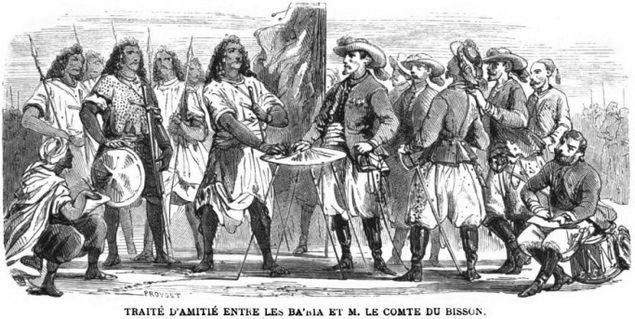
Le comte du Bisson et les Bahrias (L'Illustration, 30 septembre 1865).

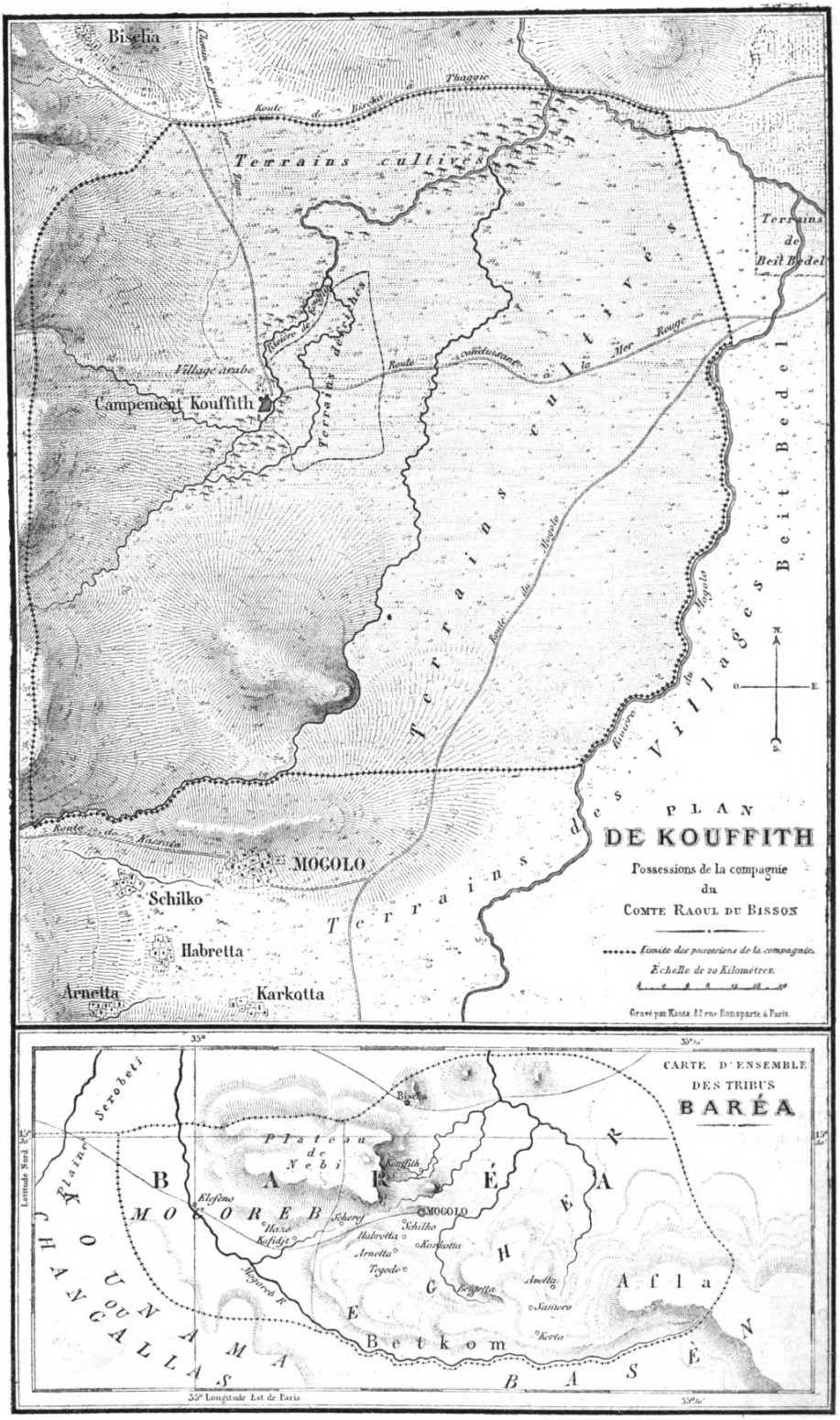
Plan de Kouffit publié dans L'Illustration du 7 octobre 1865.

Le 4 ou le 8 janvier 1864, Du Bisson et ses compagnons rembarquent pour redescendre le Nil jusqu'à Berber, à partir d'où ils comptent longer les rives de l'Atbara jusqu'à Kassala. Le 14, ils rejoignent ainsi Berber, où ils restent plusieurs semaines grâce à l'hospitalité d'un négociant français nommé Lafarge. Ils y déplorent la perte de plusieurs hommes, dont le beau-père du comte, Jean-Baptiste Palmero, mort le 27 après de fortes fièvres. Repartis le 2 février, ils arrivent le 14 ou le 15 à Kassala, où ils rencontrent le vice-consul Lejean et où ils sont logés dans la maison du copte Ghirgis. Ils reprennent la route vers l'Est le 5 avril. Passés le lendemain par Sabderat, ils sont le 10 avril à Daga, en territoire Beni-Amer (en). Le 12 avril, ils atteignent Bishia (en), où, après un bref affrontement armé, ils parviennent à gagner la confiance des Bahrias qui leur vendent, pour 36 000 talaris (environ 200 000 francs), un territoire de 12 000 feddan ou 16 000 hectares, dont 6 000 hectares de terres cultivables. Ce lieu-dit, appelé Kouffit (ou Kouffith) est situé entre Bishia (en) et Mogolo (en).
Les Européens n'ont pas le temps de s'y installer durablement car ils en sont brutalement délogés dès la première semaine de mai par des troupes venues de Kassala, les autorités égyptiennes locales n'étant pas favorables à l'installation d'une colonie occidentale dans la région. Contraint de partir, Du Bisson retourne à Kassala, qu'il quitte le 9 juin en direction du Nord et du port de Suakin, sur la Mer Rouge, qu'il atteint le 21 et d'où il s'embarque pour Le Caire via Djeddah, ville arabe alors frappée par une épidémie de choléra. Par la suite, Du Bisson adressera en vain des demandes de dédommagement au gouvernement égyptien.
Une seconde tentative a lieu quelques mois plus tard. En novembre 1864, le comte du Bisson arrive ainsi au Nord de l'Abyssinie et tente de s'établir en Hamasien, d'où il est bientôt chassé par les hommes de l'empereur Téwodros II. Le comte est de retour à Nice en août 1865. Téwodros prend prétexte de l'incident pour maintenir en captivité plusieurs otages européens, dont le consul britannique Charles Duncan Cameron (en). Cette situation est à l'origine de l'expédition britannique de 1868.
Malgré cette nouvelle déconvenue, Du Bisson adresse aux journaux de nombreux récits plus ou moins fantaisistes sur la cour de Téwodros,. Dans le même esprit, il publiera en 1868 un récit de son expédition parsemé d'exagérations et d'anecdotes sensationnalistes, traçant un tableau particulièrement sombre de l’administration et des mœurs égyptiennes.
En janvier 1867, dans une lettre publiée par le journal Le Derby et partiellement reproduite dans Le Figaro, l'explorateur Denis de Rivoyre conteste la véracité des écrits de Du Bisson et prétend que ce dernier n'a jamais été en Abyssinie et qu'il a abandonné ses compagnons à leur triste sort. Du Bisson attaque alors les deux journaux pour diffamation. Le Derby, journal cofinancé par Ismaïl Pacha, est ainsi condamné à 300 francs de dommages-intérêts tandis que Le Figaro, qui n'avait pas reproduit les passages de la lettre les plus offensants, est mis hors de cause.

### Mésaventures parisiennes
Installé à Paris, au no 48 du boulevard du Prince-Eugène, où habitent également les Euzières de La Vallette, Du Bisson compte l'homme de lettres Aurélien Scholl parmi ses proches. En 1869, les deux hommes se brouillent irrémédiablement autour d'une affaire conjugale. Accusé d'avoir entretenu une relation extra-maritale avec Mme Euzières de La Vallette, belle-sœur du comte, le rédacteur du Lorgnon est quitté par son épouse, qui trouve refuge chez Du Bisson. Ce dernier est alors accusé par Scholl de vouloir entretenir l'inimitié entre sa femme et lui.
Scholl se venge en dénonçant les décorations portées illégalement par Du Bisson et en publiant, dans le Lorgnon du 16 octobre, un article mordant à l'encontre du « pseudo-emprereur d'Abyssinie ». Le 28 octobre, au coin de la rue de Provence et de la rue Drouot, une violente altercation oppose les deux hommes : Scholl cravache le visage du comte, tandis que celui-ci menace son ennemi d'un couteau-poignard. L'affaire est portée au tribunal. Au cours du procès, Du Bisson impressionne l'auditoire et les magistrats en se blessant volontairement la main avec son arme, pièce à conviction saisie après l'altercation, afin de prouver que sa pointe n'est pas empoisonnée. Finalement, Scholl est condamné à verser cent francs d'amende et cinq cents francs de dommages-intérêts pour avoir diffamé le comte, et à 25 francs d'amende et 3 jours de prison pour l'avoir agressé.
Vers 1868, Du Bisson s'est associé à des affairistes qui ont formé une société exploitant un système de billets de complaisance. Par différentes manœuvres, il a acquis un magasin de machines à coudre du boulevard de Sébastopol, qu'il revend avant de l'avoir payé, puis une usine ou, selon Scholl, une boutique de caoutchouc de la rue de Turbigo. Poursuivi par ses créanciers, il leur échappe grâce à l'éclatement subit de la Guerre franco-allemande de 1870.

### Général de la Commune de Paris
Au cours du siège de la capitale, Du Bisson sert avec le grade de capitaine au sein du 25e bataillon de la Garde nationale, dont il commande les compagnies de marche. Vers la fin du siège, il prend la présidence du « Comité fédéral républicain », une organisation initialement fondée pour s’occuper de la question de la solde des gardes nationaux mais qui prend bientôt part au bouillonnement révolutionnaire dont est issu la Commune de Paris. Ce comité fusionne finalement avec la Fédération de la Garde nationale. Le 15 mars, Du Bisson préside la réunion des délégués de la Garde nationale au Tivoli-Vauxhall, où sont votés les statuts du Comité central de la Garde nationale.
Du Bisson est présent lors de l'insurrection du 18 mars à Montmartre, au cours de laquelle il aurait vainement pris la défense des généraux Lecomte et Clément-Thomas.
Le 20, ou le 21 mars, Du Bisson est nommé général et chef d'état-major général par Charles Lullier, le nouveau général en chef de la Garde nationale. Le 22 mars, « chargé, conjointement avec le général Cremer, de faire respecter les volontés du peuple », il est l'un des responsables de la répression sanglante de la manifestation des Amis de l'Ordre sur la place Vendôme, exaction à laquelle il niera pourtant avoir participé. Sur proposition de Maximilien Avoine, le comité central lui vote à l'unanimité des remerciements et déclare qu'il a bien mérité de la patrie. Cependant, entre le 23 et le 25 mars, il est arrêté et suspendu de ses fonctions « pour correspondances douteuses avec Versailles ». Lullier, également mis aux arrêts, et ses complices, Du Bisson et Ganier d'Abin, sont en effet accusés de conspirer contre la Commune.
Relâché peu de temps après, Du Bisson prend la plume le 7 avril pour répondre aux attaques parues dans la presse au sujet de ses antécédents monarchistes. Il se bat ensuite à Neuilly avant de prendre part à la défense de la Villette lors de la Semaine sanglante. Profitant probablement des rumeurs annonçant son exécution, le comte parvient à s'enfuir. C'est donc par contumace qu'il est condamné à mort par le 20e conseil de guerre le 6 février 1873.
Du Bisson se réfugie tout d'abord à Londres puis à Jersey, puis en Suisse et enfin en Amérique du Sud. En 1878, plusieurs journaux annoncent sa mort en Bolivie, mais c'est en réalité la comtesse qui vient de mourir.
Après l'amnistie des communards, votée en 1880, Du Bisson rentre en France, où il mène une existence de rentier. Le 27 février 1890, il meurt à son domicile du no 11 de la rue du Havre. Il est inhumé le 2 mars au cimetière de Montmartre (19e division).